# Молокососы
«Молокосо́сы» (англ. Skins) — британский драматический телесериал о жизни группы подростков 16—18 лет из Бристоля. Сериал создан телесценаристами Брайаном Элсли и его сыном Джейми Бриттаном для Company Pictures. Премьера состоялась на канале E4 25 января 2007 года. Съёмки проходили в Бристоле, школьные сцены были сняты в Академии Джона Кобота и Колледже Филтона.
Весь первый сезон стал доступен на DVD 24 сентября 2007 года. Музыку из сериала также можно приобрести на CD. Второй сезон начался 11 февраля 2008 года. Третий сезон — 22 января 2009 года. Четвёртый сезон — 28 января 2010 года.
5 августа 2010 года канал E4 объявил имена нового актёрского состава пятого сезона телесериала. Имена персонажей стали известны 12 декабря. Премьера пятого сезона состоялась 27 января 2011 года. Шестой сезон стартовал в январе 2012 года, а седьмой и заключительный — 1 июля 2013 года.

## Основные персонажи

### Первое поколение
- Энтони «Тони» Стонем (Николас Холт) — привлекательный, умный и популярный юноша. Его манипуляции часто остаются незамеченными окружающими, но становятся катализатором большей части событий в сериале. Любимец девушек. В конце первого сезона попадает под автобус.
- Сидни «Сид» Дженкинс (Майк Бейли) — лучший друг Тони, но при этом — полная его противоположность. Он не уверен в себе, стеснителен и испытывает трудности в учёбе. Сид отчаянно пытается потерять девственность, и его любовь к Мишель заставляет его не обращать внимание на привязанность Кэсси к нему.
- Мишель «Шелл» «Буфера» Ричардсон (Эйприл Пирсон) — девушка Тони, прощает ему все его озорные выходки. На первый взгляд Мишель кажется поверхностной, самодовольной и высокомерной, но она усердно занимается, изучает испанский и французский и в эмоциональном плане представляет собой зрелую личность.
- Кассандра «Кэсси» Эйнсворт (Ханна Мюррей) — является эксцентричной девушкой, страдающей от нарушений пищевого поведения. Кэсси пытается скрыть свои проблемы с психикой, возникшие из-за того, что родители игнорируют её, занимаясь своим новорождённым сыном. С детства влюблена в Сида.
- Кристофер «Крис» Майлс (Джозеф Демпси) — король вечеринок. У него сложная жизнь: его брат скончался в юном возрасте от наследственного субарахноидального кровоизлияния, а сам Крис живёт один, отдельно от отца и матери. Он страстно влюблён в учительницу психологии Энджи. Со второго сезона начинает встречаться с Джэл.
- Джэландер «Джэл» Фейзер (Ларисса Уилсон) — рассудительная девушка и талантливая кларнетистка. Её мать ушла из семьи и оставила её с отцом, известным музыкантом, и двумя братьями, начинающими рэперами. Во втором сезоне начинает встречаться с Крисом, от которого впоследствии забеременела. Сделала аборт в день смерти Кристофера.
- Макси Оливер (Митч Хьюэр) — любит танцевать и хорошо рисует. В отличие от большинства персонажей-геев на британском телевидении, он по-прежнему принадлежит скорее к мужской части компании, чем к женской. Он привлекателен и талантлив, к нему хорошо относятся его друзья и знакомые.
- Анвар Кхаррал (Дев Патель) — лучший друг Макси, имеет гибкий подход к исламу, употребляет алкоголь и наркотики, несмотря на то, что его религия это не одобряет. У него необычный характер, ему свойственны глупые выходки и странное чувство юмора. Недолгое время встречался с Скетч.
- Элизабет «Эффи» Стонем (Кая Скоделарио) — младшая сестра Тони, во многом на него похожа. Она загадочна и склонна к манипуляциям. Может предугадать реакцию человека и сыграть на чувствах. В течение первого сезона она практически не разговаривает по своему собственному выбору.
- Эбигейл Шток (Джорджина Моффат) — яркая школьница со склонностью к социопатии и одна из многочисленных сексуальных побед Тони.
- Люси Скетч (Эйми-Фион Эдвардс) — навязчивая девушка из Уэльса. Скетч живёт неподалёку от дома Макси и довольно часто наблюдает за ним: становится ясно, что она им одержима. Скетч заботится о своей матери, Шейле, страдающей от рассеянного склероза. Позже между Анваром и Люси завязываются отношения, которые, однако, ни к чему не приводят.

### Второе поколение
- Элизабет «Эффи» Стонем (Кая Скоделарио) — младшая сестра Тони, которая становится центральной героиней второго поколения. Эффи красива, популярна и, как и её брат, прирождённый лидер. В то же время она скрытная, сдержанная и старается сохранить собственные проблемы в секрете. Лучшая подруга Пандоры Мун, несмотря на их противоречивые личности. Эффи оказывается вовлеченна в любовный треугольник с Джеймсом Куком и Фредди Макклэйром. Однако — в конце концов, она выбирает Фредди и признается, что влюбилась в него. После появления признаков маниакального поведения ей ставят диагноз психотическая депрессия и она пытается покончить жизнь самоубийством, но Фредди вовремя находит её и спасает ей жизнь. Эффи проходит курс лечения в психиатрической больнице и начинает выздоравливать от своего психического заболевания с помощью матери, близких друзей и Фредди.
- Пандора «Панда» Мун (Лиза Бэквелл) — впервые появляется в седьмом эпизоде второго сезона. Лучшая подруга Эффи. Она невинна в мире секса и наркотиков, в котором свободна Эффи, но готова и хочет узнать его. Пандора влюбляется в Томаса Томоне, но после того, как он вынужден вернуться в Конго, она изменяет ему с Джеймсом Куком. В последнем эпизоде Томас прощает её.
- Томас «Томо» Томоне (Мэрвил Люкиба) — иммигрант из Конго с высокими моральными принципами и добрым сердцем, его история связана с романтическими отношениями с Пандорой.
- Джеймс Кук (Джек О’Коннелл) — лучший друг Фредди и Джей Джея. Харизматичен и общителен, он не боится власти. Его распутность становится причиной многих событий в сериале.
- Фредерик «Фредди» Макклэйр (Люк Паскуалино) — лучший друг Джеймса и Джей Джея. Спокойный скейтер, который любит покурить травку. Он более разумен и ответственен, чем друг, и часто останавливает выходки Кука. Оба они влюблены в Эффи, которая становится причиной появления трещины в их дружбе.
- Джона Джеремайа «Джей Джей» Джонс (Олли Барбиери) — лучший друг Кука и Фредди. Он полная противоположность Фредди — аутизм Джей Джея приносит ему трудности с социализацией, но он научился показывать фокусы, чтобы развлекать друзей. Друзья относятся к нему по-доброму, но с оттенком снисходительности, а иногда и раздражения, однако Джей Джей знает, что Кук и Фредди всегда будут заботиться о нём. Он самый добрый из троих и самый неопытный.
- Кэтрин «Кэти» Фитч (Меган Прескотт) — сестра-близняшка Эмили. Кэти очень высокого мнения о себе и хочет занять место королевы компании, принадлежащее Эффи. Гомофобия Кэти приводит к проблемам между сёстрами, когда Эмили осознает свою гомосексуальность.
- Эмили «Эмс» Фитч (Кэтрин Прескотт) — сестра-близняшка Кэти. Скромная и застенчивая Эмили привыкла быть в тени Кэти. Она влюблена в Наоми Кэмпбэлл. Эмили также общается с Джей Джеем, и постепенно они становятся задушевными друзьями.
- Наоми Кэмпбелл (Лили Лавлесс) — яркая, политически активная и страстная девушка с идеалистическими взглядами и множеством амбиций. Она ставит под сомнение свою сексуальную ориентацию, так как её влечет к Эмили. В конце сериала у Наоми обнаруживают рак.

### Третье поколение
- Франческа «Фрэнки» Фицджеральд (Дакота Блю Ричардс) — аутсайдер, прибывшая на первый год обучения в колледж через три недели после переезда в Бристоль из Оксфорда. В Оксфорде над ней издевались, поэтому ей пришлось переехать. Фрэнки — сирота, её усыновила пара геев несколько лет назад. Она умная и творческая девушка, но другим кажется странной, в основном из-за её андрогинного стиля одежды.
- Алоизиус «Ало» Криви (Уилл Меррик) — простой позитивный парень, который живёт на ферме, он всегда настроен оптимистично, любит практически всё в мире. Начинает тайно встречаться с Мини, в конце сериала у них рождается дочь.
- Ричард «Рич» Хардбек (Александр Арнольд) — парень из среднего класса, погружённый в субкультуру металлистов. Он использует музыкальную «избранность», чтобы скрыть стеснение, которое вызывают у него многие вещи вокруг, особенно девушки. Влюбляется в Грейс и даже предлагает ей выйти за него замуж. В 6-м сезоне он изо всех сил пытается справиться со смертью своей любимой.
- Минерва «Мини» Макгиннесс (Фрейя Мейвор) — лучшая подруга Лив и Грейс. К моменту появления Фрэнки в колледже Мини уже поставила себя на место новой королевы. Она скрывает собственную беззащитность (например, её девственность) жестоким отношением к Фрэнки и окружающим.
- Николас «Ник» Леван (Шон Тил) — бойфренд Мини, спортсмен и один из лучших парней колледжа. Его популярность делает его чем-то вроде символа статусности для Мини, но его чувства к ней поверхностны. У него были отношения с Лив и Фрэнки.
- Оливия «Лив» Мэлоун (Лайя Льюис) — лучшая подруга Мини и Грейс. Из двух подруг Лив более преданна Мини, более открыта миру и жадна в сексуальном плане. После смерти Грейс она изолируется от остальной группы, она знакомится с геем Алексом, который становится её лучшим другом.
- Грейс Вайолет Блад (Джессика Сула) — лучшая подруга Мини и Лив. В отличие от Лив, Грейс милая, добрая и оптимистично настроенная девушка. Она начинает отдаляться от Мини, когда видит пример Фрэнки, и в первой серии завязывает дружбу с аутсайдерами Фрэнки, Ричем и Ало. Проявляет интерес к Ричи, а в дальнейшем они становятся парой. В её центральном эпизоде рассказывается, что её отец — профессор Блад. В шестом сезоне Грейс попадает в автокатастрофу, когда группа отдыхает в Марокко. Она впадает в кому, а через несколько недель её отключают от системы жизнеобеспечения.
- Мэттью «Мэтти» Леван (Себастьян Де Соуза) — очень таинственный и загадочный персонаж. Позже выяснилось, что он брат Ника Левана. Однако их отношения натянуты частично из-за того, что у обоих возникли чувства к Лив, а позже к Фрэнки. В конце сериала Ника сажают в тюрьму. Он единственный главный герой в истории шоу, у которого никогда не было отдельного эпизода.
- Александр «Алекс» Хенли (Сэм Джексон) — гей, который становится близким другом Лив.

## Сюжет
Телесериал рассказывает о жизни группы подростков 16—18 лет из Бристоля, посещающих старшую школу и других жителей города. Каждая серия раскрывает свою отдельную тему, относящуюся к одному из героев, однако есть несколько общих сюжетных линий. Каждые два сезона актёрский состав полностью меняется, однако Кая Скоделарио, которая играла Эффи Стонем, присутствовала в двух поколениях. В сериале раскрываются такие понятия, как дисфункциональная семья, психические расстройства, сексуальная самоидентификация, смерть.
Названия эпизодов сериала совпадают с именами героев, про которых рассказывается в эпизоде. Сопроводительные титры в начале каждой серии — это короткий несколькосекундный монтаж о герое данного эпизода. Первый и последний эпизоды каждого сезона чаще всего посвящены всем героям сразу.

### Сезон 1
В первом эпизоде «Тони» происходит первая встреча со всеми героями. Последующие эпизоды «Кэсси», «Джэл», «Крис», «Сид» и «Мишель» рассказывают об одном из героев, а в эпизоде «Макси и Анвар» истории двух персонажей пересекаются. Восьмой эпизод «Эффи» больше рассказывает не о ней самой, а о Сиде и Тони, которые ищут её. Финальная серия была общей, как и фабула.
Первый эпизод знакомит нас с Тони Стонемом и его младшей сестрой Эффи. Тони — прилежный ученик, его любят учителя и родители друзей, он умён, начитан и вежлив. С другой стороны, он — завсегдатай и звезда самых шумных вечеринок, манипулятор, цинично воспринимающий жизнь. В начале серии он читает книгу Жана-Поля Сартра «Тошнота», что позволяет проводить аналогии между ним и главным героем романа. Также в первом эпизоде намечается одна из основных любовных линий сериала: Кэсси-Сид-Мишель. Влюблённый в девушку своего лучшего друга, Сид не замечает испытывающую к нему симпатию Кэсси, истории которой посвящён второй эпизод. Кэсси страдает анорексией, из-за чего вынуждена посещать психиатрическую клинику. В разговоре с Сидом она объясняет свою болезнь невниманием и безразличием окружающих. Третий эпизод повествует о Джэл, которая готовится к выступлению на престижном музыкальном конкурсе. В серии также рассказывается о непростых взаимоотношениях девушки с её отцом, известным рэп-музыкантом. В четвёртом эпизоде речь идет о Крисе, мать которого покидает его, оставляя ему на первое время 1000 фунтов. Эти деньги Крис спускает на организацию вечеринки в собственном доме, куда приглашает и учительницу психологии Энджи, в которую он влюблен. Вслед за первой вечеринкой следуют другие, и в итоге сквоттер, заснувший в ванне после одной из тусовок, выгоняет Криса из дома. Пятый эпизод показывает нам Сида, который пытается разрешить свои учебные проблемы, в то время как Тони в своих целях пытается свести его с Мишель. Сердце Кэсси разбито, и она совершает попытку самоубийства.
В шестом эпизоде герои летят на экскурсию в Россию (съемки на самом деле проходили в Литве). Эпизод посвящён лучшим друзьям — мусульманину Анвару и гею Макси. Сид, по просьбе Тони, провозит в себе наркотики, сам Тони пробует новые ощущения вместе с Макси, отношения Криса и учительницы развиваются, а Анвар знакомится с русской девушкой. В следующей серии Мишель, узнав о многочисленных связях Тони, бросает его и начинает отношения с Джошем, братом Эбби, одной из многочисленных девушек Тони. Разозлённый таким развитием событий, Тони отправляет всем с телефона Джоша откровенные фотографии Эбби, чем отталкивает от него Мишель. В восьмом эпизоде главной героиней является Эффи, младшая сестра Тони, молчавшая на протяжении всех предыдущих семи серий. В течение всего эпизода Тони ищет её, а когда находит, узнает, что она стала жертвой Джоша, таким образом отомстившего ему за Мишель. В последней серии первого сезона Сид полностью осознает свои чувства к Кэсси, а Тони во время разговора с Мишель, в ходе которого он признается ей в любви, попадает под автобус. Сезон заканчивается песней Кэта Стивенса «Wild World», которую исполняют герои сериала.
Специальный небольшой эпизод «Секретная вечеринка молокососов» был снят 2 августа 2007 и был выложен на MySpace.

### Сезон 2
Премьера второго сезона состоялась 11 февраля 2008 года на канале E4. Во втором сезоне Тони, попавший под автобус, пытается прийти в себя. Из-за проблем со здоровьем его характер на время меняется, а воспользовавшаяся его амнезией Эбби называется его девушкой. Однако, в конце концов, всё встаёт на свои места, и отношения Тони с Мишель возобновляются. Гораздо больше, чем в первом сезоне, внимания уделено сестре Тони — Эффи. В седьмом эпизоде она знакомится со странноватой девочкой Пандорой, которая становится впоследствии её подругой. Из-за потери своего отца Сид путается в себе, ища помощи от Кэсси, которая, как думает Сид, изменяла ему, пока была в Шотландии. Мишель было очень трудно перенести всё, что произошло с Тони, поэтому на её дне рождения она не отказывается от Сида. По возвращении домой, узнав о том, что Сид теперь с Мишель, Кэсси злится на своего «парня» и отказывается возобновлять отношения. Однако в седьмом эпизоде Эффи помогает им помириться. В Макси влюбляется Скетч — девушка, которая была готова на всё ради своего возлюбленного, даже несмотря на то, что он гей. У неё позднее завязываются отношения с Анваром. Крис и Джэл влюбляются друг в друга, девушка беременеет. В результате этого перед Джэл встает тяжёлый выбор: оставить ребёнка или сделать аборт и поступить в музыкальный колледж, о котором она всегда мечтала. В предпоследнем эпизоде Крис умирает от опухоли мозга, из-за этого Кэсси уезжает в Нью-Йорк. В последнем, десятом, эпизоде второго сезона, который называется «О каждом», Сид едет в Нью-Йорк на поиски Кэсси, Макси со своим парнем уезжают в Лондон, к ним присоединяется и Анвар, Джэл оплакивает Криса, Скетч снова остается одна, Тони и Мишель поступают в разные университеты. Место Тони и в прямом, и в переносном смысле занимает Эффи, переселившаяся в освободившуюся комнату старшего брата и ставшая главной героиней следующих двух сезонов.

### Сезон 3
Премьера третьего сезона состоялась в январе 2009 года. Главным персонажем в этом сезоне стала Эффи. Вместе с подругой Пандорой она переходит из школы для девочек в колледж, где учились герои предыдущих двух сезонов. Там она знакомится с близняшками Кэти и Эмили, ответственной Наоми, а также с закадычными друзьями Куком, Фредди и Джей-Джеем. Застенчивая Эмили влюблена в Наоми, и та, в конце концов, отвечает ей взаимностью. Пандора знакомится с парнем из Африки Томасом. Однако основной сюжетной линией являются отношения Эффи и троих влюблённых в неё друзей. Хотя в последней серии Эффи признаётся в любви Фредди, финал остаётся открытым.

### Сезон 4
В клубе, где работает диджеем Томас, сбрасывается с балкона молодая девушка София, находившаяся под действием наркотиков. Из-за случившегося Томаса увольняют с работы, а всех, кто был в тот день в клубе, допрашивает полиция. Позже Томас знакомится с дочкой священника, учащейся, как и он, в колледже Раундвью, и изменяет с ней Пандоре. В течение всей первой серии он пытается узнать, кто дал Софии наркотики, и вначале подозревает Кука, но, в конце концов, оказывается, что их продала Наоми, которой были нужны деньги. В самом конце первой серии Томас приходит с извинениями к Пандоре, но она его не прощает, как велела ей вернувшаяся Эффи. Вторая серия начинается с того, что, допрашивая Эмили и Наоми, инспектор ничуть не сомневается, что они были знакомы с мёртвой Софией. После допроса Эмили пытается выяснить у Наоми, знает ли и вправду та погибшую девушку, но Наоми просит не соваться её в это дело. Эмили проводит собственное расследование, из которого она узнает, что Наоми изменила ей с Софией. Эффи сходит с ума от любви к Фредди и впадает в депрессию. Джей-Джей знакомится с девушкой на работе, и приглашает её на свидание. Впоследствии он узнает, что у неё есть сын, но его это не смущает. Кэти узнает, что не может иметь детей. После попытки покончить жизнь самоубийством Эффи попадает в больницу.
Фредди думает, что психиатр Эффи, Джон Фостер, только вредит Эффи. В предпоследней серии Фостер убивает Фредди битой.
В финале Томас собирается уехать учиться в Гарвард, Пандора тоже. Наоми и Эмили вместе.
Кук находит в квартире психиатра окровавленные вещи Фредди, и тут появляется доктор Фостер с битой. Фостер говорит, что только он достоин Эффи. Джеймс в ярости кричит «Я — Кук!» и бросается на Джона. На этом сезон заканчивается. Финал остается открытым.

### Сезон 5
Сезон начинается с поступления в школу новой девушки-неформалки по имени Фрэнки, к которой испытывает тайную нелюбовь самая популярная девушка класса по имени Мини. В начале она делает вид, что Фрэнки рады в её компании, но в решающий момент отворачивается от неё. Фрэнки убегает и на грани нервного срыва стоит у оврага, держа в руках пистолет её приемного отца, когда появляется таинственный незнакомец по имени Мэтти и поднимает ей самооценку своими комплиментами. Подруга Мини, Грейс, заново начинает дружбу с Фрэнки и другими «изгоями» школы — металлистом Ричем и фермером Ало. Грейс обращает своё внимание на Рича: она пытается помочь ему завязать отношения с девушкой, которая ему нравится. В конце концов, Рич преодолевает свою застенчивость, однако к этому времени он понимает, что на самом деле он влюблен в Грейс. Мини встречается с самым популярным парнем школы — Ником, который является спортсменом. Когда Мини устраивает показ мод, всё начинает проваливаться, в конечном итоге она отстранена от показа, также Мини переживает на счет своей репутации, так как Ник настаивает на сексе, а девушка оказывается девственницей. В придачу ко всему Мини узнает, что Ник переспал с её лучшей подругой, Лив. Тогда она заставляет себя заняться с ним сексом, который, однако, вызывает одно разочарование. Роман между Ником и Лив продолжается; они догадываются, что Мини в курсе, когда она объединяет две группы друзей в доме Лив на вечеринке. Лив не может справиться со стрессом и уходит гулять в одиночестве. Она встречает Мэтти, и они вдвоем проводят отличный день в наркотических похождениях по городу. Вернувшись домой, Лив узнает, что Мэтти — брат Ника. Братья мирятся, и Мэтти возвращается домой.
Мэтти повторно зачислен в колледж, но его отношения с Лив формируют новый любовный треугольник между ним, Лив и Фрэнки. Ник понимает, что утратил и Мини, и устраивает погром дома с помощью клюшки для гольфа. Фермера Ало родители хотят забрать из колледжа. В качестве протеста Ало устраивает вечеринку, когда его родители находятся в отъезде. По приезде у его отца случается сердечный приступ. Грейс знакомит Рича со своими родителями, и он с ужасом понимает, что отец его девушки — директор колледжа. Тот ставит условие своей дочке о том, что она должна учиться на одни пятёрки, включая постановку пьесы Шекспира, премьера которой должна состояться в скором времени, для того, чтобы продолжить учиться в этом колледже. Несмотря на то, что постановка пьесы проходит на отлично, отец говорит Грейс, что она будет переведена в колледж для девочек. Рич делает предложение Грейс. Друзья устраивают для них свадьбу далеко от города, на которую они, по различным причинам, добираются по отдельности. По дороге Мэтти надеется заняться сексом с Фрэнки, но она к этому не готова, и, убегая от него в приступе паники, чуть не падает в пропасть. Мини защищает её. Хотя родители Грейс и срывают свадьбу, они разрешают ей остаться с друзьями. Сезон заканчивается сценой местной сельской вечеринки и смс-перепиской Фрэнки с Мэтти на ней.

### Сезон 6
Сезон 6 начинается со сцен отдыха компании друзей в Марокко. Фрэнки потеряла свою девственность с Мэтти, но ей он вскоре наскучил, и она отвечает на ухаживания Люка — богатого торговца наркотиками. Мини решает лишить девственности Ало, но требует от него клятвы о том, что это останется между ними. Друзья Люка просят Мэтти помочь им с перевозкой наркотиков, в обмен на это предлагают не трогать Фрэнки. Фрэнки тем временем садится в машину с Люком и уезжает, Мэтти вместе с Лив и Грейс преследуют их, но он попадает в аварию и срывается с обрыва, при этом тяжело ранив Грейс. В панике он убегает, чтобы избежать ареста за хранение марихуаны и кетамина, подсунутого Люком в его автомобиль. Вернувшись в Бристоль, Фрэнки пытается справиться с чувством вины.
Отец Грейс мешает Ричу увидеться с ней в больнице, где она лежит в коме, а после переводит её в больницу в Швейцарии, якобы, чтобы держать её подальше от Рича. Рич и Ало устраивают концерт в доме Грейс в надежде собрать денег, чтобы помочь Ричу съездить в Париж, где он, как ему казалось, назначил встречу Грейс. На следующее утро отец Грейс возвращается в разгромленный дом и со слезами сообщает, что Грейс скончалась. После этого он уходит с поста директора колледжа, и им становится Даг.
В школу поступает новичок — гей по имени Алекс, который обращает внимание на круг друзей умершей девушки (в особенности на Лив). Его отец хочет отправить свою мать и бабушку Алекса, страдающую деменцией, в дом престарелых, но ни Алекс, ни его бабушка этого не хотят. В конце серии она умирает, а Алекс устраивает вечеринку на яхте, где выбрасывает гроб в море.
В четвёртой серии описаны переживания Фрэнки, она борется со стрессом, потом находит Люка в Бристоле и начинает с ним встречаться. Люк часто проводит время в бильярдной, а также участвует в уличных драках. Когда во время такой драки Ник пытается спасти Фрэнки, уводя её оттуда, Люк находит их и жестоко избивает Ника на глазах у Фрэнки. Потом Люк, находясь в наркотическом состоянии, насилует её. В конце серии оказывается, что Ник влюблён во Фрэнки, однако она предлагает быть друзьями.
Мини отстраняется от друзей после смерти Грейс и продолжает свои отношения с Ало. В надежде уйти от всех проблем она находит своего отца Грегори и ищет у него поддержки, но вскоре Мини узнает, что беременна от Ало, и в это же время отец вновь покидает её. Ник пытается найти деньги, чтобы вернуть Мэтти обратно в Англию, в то же время борясь с чувствами к Фрэнки. В конце эпизода она отвечает ему взаимностью. В седьмой серии на вечеринке Ало знакомится с девушкой Поппи Чемпион и через некоторое время предлагает ей встречаться. Они занимаются сексом, но когда Ало узнает, что Поппи 13 лет, он разрывает с ней отношения. Расстроенная Поппи заявляет на Ало в полицию, обвиняя его в педофилии, назначается суд, и Ало думает о том, чтобы сбежать, однако, в конце концов, ему чудом удаётся избежать наказания.
Алекс находит себе очередного парня и на время покидает Лив. Лив обнаруживает у себя опухоль на животе, но не торопится идти в больницу, когда боль становится нестерпимой, она всё же идёт в госпиталь, но там обнаруживается, что опухоль исчезла. Мини по-прежнему не хочет с ней общаться и игнорирует все её предложения. Лив пытается помириться с подругами, но в то же время она продолжает обвинять Фрэнки в смерти Грейс. В конце серии в Бристоль возвращается Мэтти.
Мать Мини хочет заставить её отказаться от ребёнка и отдать его на усыновление. Фрэнки постоянно находится с Мини и предлагает уехать с ней, убежав этим от всех проблем. В конце серии мама Мини и её бойфренд понимают, что Мини серьёзно настроена и смиряются с её положением. Фрэнки избегает Мэтти и Ника. Ало узнает о беременности Мини и приходит в панику, но в конце серии он признается ей, что готов строить семью и иметь ребёнка.
В заключительной серии у ребят выпускной, и по этому поводу Алекс организовывает грандиозную вечеринку. Мини лежит в больнице, но приходит в себя и со всеми идет на вечеринку, где мирится с Лив. Рич получает письмо о том, что он зачислен в университет. Несмотря на все испытания, которые выпали на его плечи, он всё же счастлив и даже не отворачивается от Мэтти, когда тот просит пустить его пожить. Мэтти просит у него прощения за то, что сбежал, оставив Грейс на месте аварии. Фрэнки, так и не определившись, кого любит больше, решает не оставаться ни с Мэтти, ни с Ником. Сами братья тоже понимают, что им нечего делить, окончательно мирятся и признаются друг другу в любви. Алекс уезжает путешествовать по миру. Сезон заканчивается тем, что Фрэнки находит своих настоящих сестру и мать, а Мини рожает дочь, названную позже Грэйс. В заключительном моменте Рич, сидящий на полу больничного коридора, улыбается и, поднимая голову, говорит «Прощай».

### Сезон 7
8 марта 2012 года в сети появилась информация о том, что сериал будет закрыт после финального седьмого сезона, который увидит свет в августе 2013 года. Однако вместо новых героев (четвертого поколения) в съемках будут участвовать герои из трёх предыдущих поколений. Вскоре эта информация была подтверждена на официальном сайте «Молокососов».
Один из главных сценаристов и создателей сериала Джейми Бриттан в своем Твиттере написал, что седьмой сезон будет состоять из шести эпизодов — по два эпизода на каждое поколение.
Кая Скоделарио, игравшая Эффи, уже была утверждена. Кэтрин Прескотт, исполнявшая роль Эмили Фитч, в своих интервью высказывала сильное желание вернуться в сериал. Также вернуться в проект захотела и Ханна Мюррей, игравшая Кэсси Эйнсворт.
17 мая 2012 года в своем твиттере Джек О’Коннелл объявил, что вернётся в седьмом сезоне в роли Кука.
Уже 19 мая Джейми Бриттан подтвердил заявление Джека о его участии в проекте и также добавил, что совсем скоро будет объявлен полный список актёров, возвращающихся в сериал. Джейми уточнил, что большое количество актёров уже было утверждено на роль, однако фанатам придется подождать официального заявления, чтобы узнать, кто именно появится в седьмом сезоне.
7 июня 2012 года Кая Скоделарио несколько раз недвусмысленно намекнула фанатам в своем Твиттере, что вернётся в 7 сезоне в роли Эффи. Первый её твит «Интересно, что она делает сейчас? Давайте узнаем» был помечен тэгом, цитирующим знаменитую фразу Эффи «Иногда мне кажется, что я неправильно родилась».
Вторым твитом Скоделарио намекнула уже почти напрямую. «Она вернётся» — написала актриса, не называя имени своей героини.
В конце июня в интервью журналу 1883 Magazine Джозеф Демпси, исполнявший роль Криса из первого поколения, поделился информацией о том, что в 7 сезоне его не будет.
В этом интервью на вопрос «Появишься ли ты в седьмом сезоне в каких-либо флэшбеках или, может, даже восстанешь из мертвых?» Джозеф ответил: 
— Нет. Закончить сериал именно так — отличная идея. Это был такой классный сериал, великолепная стартовая площадка для молодых начинающих актёров. Надеюсь, его закончат с достоинством. Я знаю, что у них там приготовлено что-то очень интересное. Но лично я доволен тем, что мне даже не пришлось решать, возвращаться или нет. Мне всегда казалось, что возвращение — штука опасная.
26 июня Ларисса Уилсон, играющая в первом поколении Джел, также упомянула в своем Твиттере о том, что больше не вернётся в сериал. На вопрос одного из фанатов, будет ли она в 7 сезоне, Ларисса просто ответила: «Нет, не вернусь».
7 сезон состоит из 6 эпизодов: два из них посвящены Эффи Стонем из 1-го и 2-го поколения (Skins. Fire), два — Кэсси Эйнсворт (Skins. Pure) из 1-го поколения и два — Джеймсу Куку из 2-го поколения (Skins. Rise). Примечательно, что ни о ком из героев прошлых сезонов, кроме Наоми и Эмили в «Skins. Fire» и отца и брата Кэсси в «Skins. Pure», в 7 сезоне не упоминается. В этом сезоне рассказывается о том, как сложилась жизнь повзрослевших подростков в Лондоне.
В первых двух сериях рассказывается история Эффи. Она живёт и работает в Лондоне секретарём в крупной фирме, крутит роман со своим начальником. Эффи находит информацию об одной очень важной сделке, но понимает, что такой груз ей не по силам. Наоми пытается остановить подругу.
Следующие два эпизода посвящены Кэсси. После путешествия с Сидом она возвращается домой. В кафе с ней заводит разговор девушка и рассказывает, что видела фото Кэсси на сайте и хочет выпытать, кто фотограф. Кэсси начинает думать, что за ней следят. Позже она узнаёт, что фотографом оказывается Джейкоб, который вместе с ней работает. Далее девушка принимает участие для фотосессии в журнале, провожает отца в Италию и забирает младшего брата к себе.
В пятом и шестом эпизодах речь идёт о Куке, человеке, которого гнетёт прошлое. Кук — наркодилер, крутящий интригу с девушкой своего босса и Эммой, работницей заправки. Когда босс узнаёт об изменах своей возлюбленной, Кук спасает её, и они уезжают за город, в дом родителей Эммы.

## В главных ролях

### Первый и второй сезоны
- Николас Холт — Энтони «Тони» Стонем
- Эйприл Пирсон — Мишель «Шелл» Ричардсон
- Майк Бейли — Сидни «Сид» Дженкинс
- Ханна Мюррей — Кассандра «Кэсси» Эйнсворт
- Джозеф Демпси — Кристофер «Крис» Майлс
- Ларисса Уилсон — Джэландер «Джэл» Фейзер
- Митч Хьюэр — Макси Оливер
- Дев Патель — Анвар Кхаррал
- Кая Скоделарио — Элизабет «Эффи» Стонем
- Эйми-Фион Эдвардс — Люси Скетч

### Третий и четвёртый сезоны
- Кая Скоделарио— Элизабет «Эффи» Стонем
- Лиза Бэквелл — Пандора «Панда» Мун
- Джек О’Коннелл— Джеймс Кук
- Люк Паскуалино — Фредерик «Фредди» МакКлэйр
- Олли Барбиери — Джона Джеремайа «Джей Джей» Джонс
- Лили Лавлесс — Наоми Кэмпбэлл
- Меган Прескотт — Кэтрин «Кэти» Фитч
- Кэтрин Прескотт — Эмили «Эмс» Фитч
- Клариса Клэйтон — Карэн МакКлэйр
- Мэрвил Люкиба — Томас «Томо» Томоне
- Джорджия Хеншоу — Лара Ллойд

### Пятый и шестой сезоны
- Дакота Блю Ричардс — Франческа «Фрэнки» Фицджеральд
- Александр Арнольд — Ричард «Рич» Хардбек
- Шон Тил — Николас «Ник» Леван
- Себастьян де Соуза — Мэттью «Мэтти» Леван
- Уилл Меррик — Алоизиус «Ало» Криви
- Лайя Льюис — Оливия «Лив» Мэлоун
- Фрейя Мейвор — Минерва «Мини» МакГиннесс
- Джессика Сула — Грейс «Грейси» Вайолет Блад
- Сэм Джексон — Александр «Алекс» Хенли
- Джо Коул — Люк

### Седьмой сезон
- Лили Лавлесс — Наоми Кэмпбэлл
- Кэтрин Прескотт — Эмили Фитч
- Кая Скоделарио — Элизабет «Эффи» Стонем
- Ханна Мюррей — Кассандра «Кэсси» Эйнсворт
- Джек О’Коннелл — Джеймс Кук
- Лара Пулвер — Виктория

## Фильм
В The Guardian 21 мая 2009 года напечатали статью о возможном фильме по Skins. По заявлению Channel4 фильм сейчас на стадии «предварительных переговоров». Channel4 уже имел успех в кино с фильмом «Миллионер из трущоб», в котором снялся звезда первых сезонов Skins Дев Патель.
27 мая 2010 года в блоге Skins появилось подтверждение съёмок фильма. Съёмки должны были начаться в сентябре 2010 года, выпуск был запланирован на лето 2011 года.
Участие в фильме даже подтвердили Дев Патель, Николас Холт и Кая Скоделарио.
Джек О’Коннелл написал 4 января 2012 года в своём микроблоге о том, что фильма не будет. А вся информация о нём в будущем — выдумки прессы.
Совсем недавно в своём интервью продюсер сериала Крис Клоф сообщил о том, что подумывает о создании 4 поколения. «Меня действительно заинтересовала возможность продолжения сериала, и особенно появившаяся идея о том, что в новом поколение будут ребята, которые покупали наркотики у Кука в 7 сезоне, то есть мы их свяжем, и они, возможно, станут новым поколением», — передаёт ELLE Magazinе.